# جمعات احتجاجات الجزائر 2019
جمعات الإحتجاجات الجزائرية في 2019 هي تظاهرات ضخمة كانت بدايتها يوم 22 فبراير 2019 وفي كامل التجمعات السكانية الكبيرة في الجزائر حتى في بعض المدن الأوربية.

## الكيفية
عموما يبدأ أسبوع الاحتجاجات في الجزائر بيوم الأحد حيت تتخلله كل مظاهرات لشرائح اجتماعية أو لقطاعات مهنية كل مر. كل يوم ثلاثاء تقريباً تقوم الحكومة أو شخصيات سياسية مؤيدة للنظام القائم بتصريح على شكل اقتراح حل للأزمة الحالية تليها ردود فعل عبر الكواليس ومنابر وسائل الإعلام ووسائل التواصل الاجتماعي.
يختتم الأسبوع كل يوم جمعة بخروج بمسيرات شعبية كبرى بمسيرات في المدن الرئيسية الجزائرية وبعض المدن في العالم حيث توجد جالية جزائرية.

## الخط الزمني

### الأسبوع الأوّل 22 فبراير
بُعيد أيام من إعلان الحزب الحاكم عزمهُ ترشيح عبد العزيز بوتفليقة للانتخابات الرئاسية 2019؛ بدأت أصوات شعبيّة تتعالى من الداخل وتُعبر عن رفضها واستنكارها لهذا الترشيح. تركّزت الانتقادات في البداية عبر مواقع التواصل الاجتماعي ثمّ سرعان ما امتدت إلى الشوارع حينما تصاعدت المظاهرات المطالِبة بعدم ترشح بوتفليقة لولاية خامسة. رفعَ المتظاهرون عدّة شعارات في مختلف المدن والولايات ولعلّ أبرزها شعاري «لا للعهدة الخامسة» و«بركات بركات... لا نريد العهدات» و«يا أويحيى يا سعيد... الشعب ليس سعيد» فيما رفعَ آخرون البطاقة الحمراء في إشارة إلى رفضهم إلى ما قامَ به الحزب الحاكم. نادى المحتجونَ أيضًا برحيل الوزير الأول (يُسمّى برئيس الوزراء في دول أخرى) أحمد أويحيى.
تميّزت هذه المظاهرات بسلميّتها رغم الأعداد الكبيرة التي شاركت فيها؛ ورغم الاحتكاك المباشر بين الجموع الغفيرة من المحتجين من جهة وبين الأمن من جهة ثانية، فيما شهدت نقاط تماس أخرى مواجهات وُصفت بالخفيفة والعاديّة في مثل هكذا تظاهرات جرى خلالها استعمال الغاز المُسيّل للدموع من قِبل الشرطة. بحلول يوم الأحد الموافق لـ 24 فبراير/شباط؛ خرجت مظاهرات جديدة في العاصمة ومدن أخرى دعت إليها بعض أحزاب المعارضة تحت اسم الحراك. ثمّ تجددت المظاهرات يوم الثلاثاء الموافق لـ 26 فبراير/شباط وحضرها آلاف طلاب الجامعات وتلاميذ الثانويات والذين عبروا بوضوح عن موقفهم من العهدة الخامسة.

### الأسبوع الثاني 01 مارس

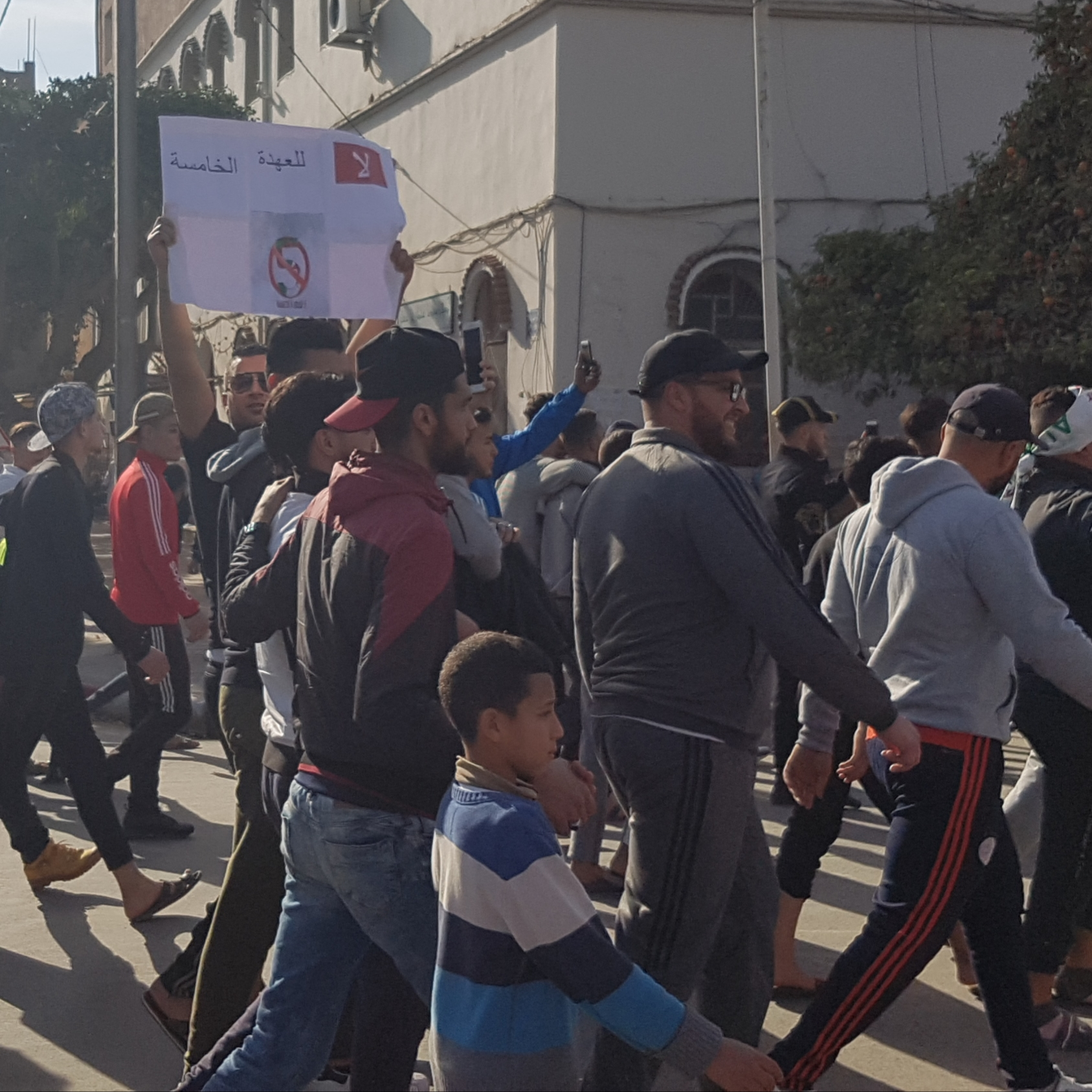
جانب من المُشاركين في احتجاجات الأوّل من مارس 2019

تجددت المظاهرات في عموم المدن الجزائرية وحضرها مئات الآلاف من مختلف طبقات الشعب الجزائري قدرتها المنظمات الحقوقية الناشطة في البلاد ب مليون متظاهر في العاصمة وأكثر من 3 ملايين في باقي الوطن 
وتميّزت بانضمام شخصيات سياسية معروفة نزلت بدورها الشارع على غرار المُقاومة جميلة بوحيرد ورئيس الحكومة السابق علي بن فليس والوزير السابق علي بن نواري ورجل الأعمال يسعد ربراب ورئيس حزب جبهة العدالة والتنمية الإسلامي عبد الله جاب الله، ورئيسة حزب العمال لويزة حنون.

ردّد المتظاهرون خلالَ احتجاجاتهم هتافات مناهضة للسلطة وذلكَ مع بدء المسيرة من أمام مبنى البريد المركزي في وسط العاصمة فيما لوّحوا بالأعلام الجزائرية. في المُقابل؛ استخدمت الشرطة الغاز المسيل للدموع لمنع المحتجين من الوصول إلى ساحة أول مايو كما منعت شرطة مكافحة الشغب الآلاف من المتظاهرين من التقدّم باتجاه ساحة الشهداء مستخدمةً في ذلكَ الغاز المسيل للدموع لتفريقهم.

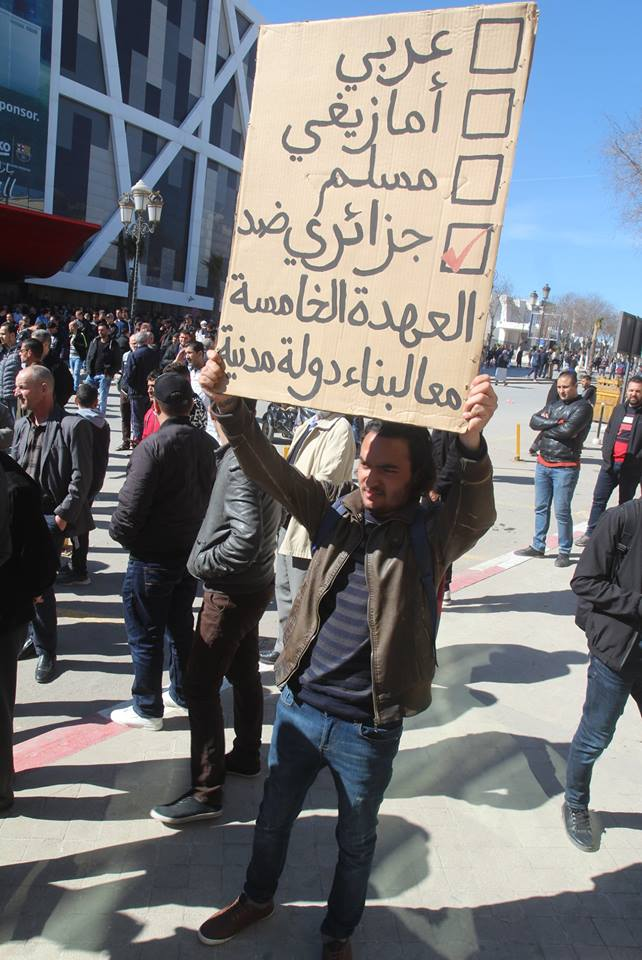
احتجاجات في سطيف .
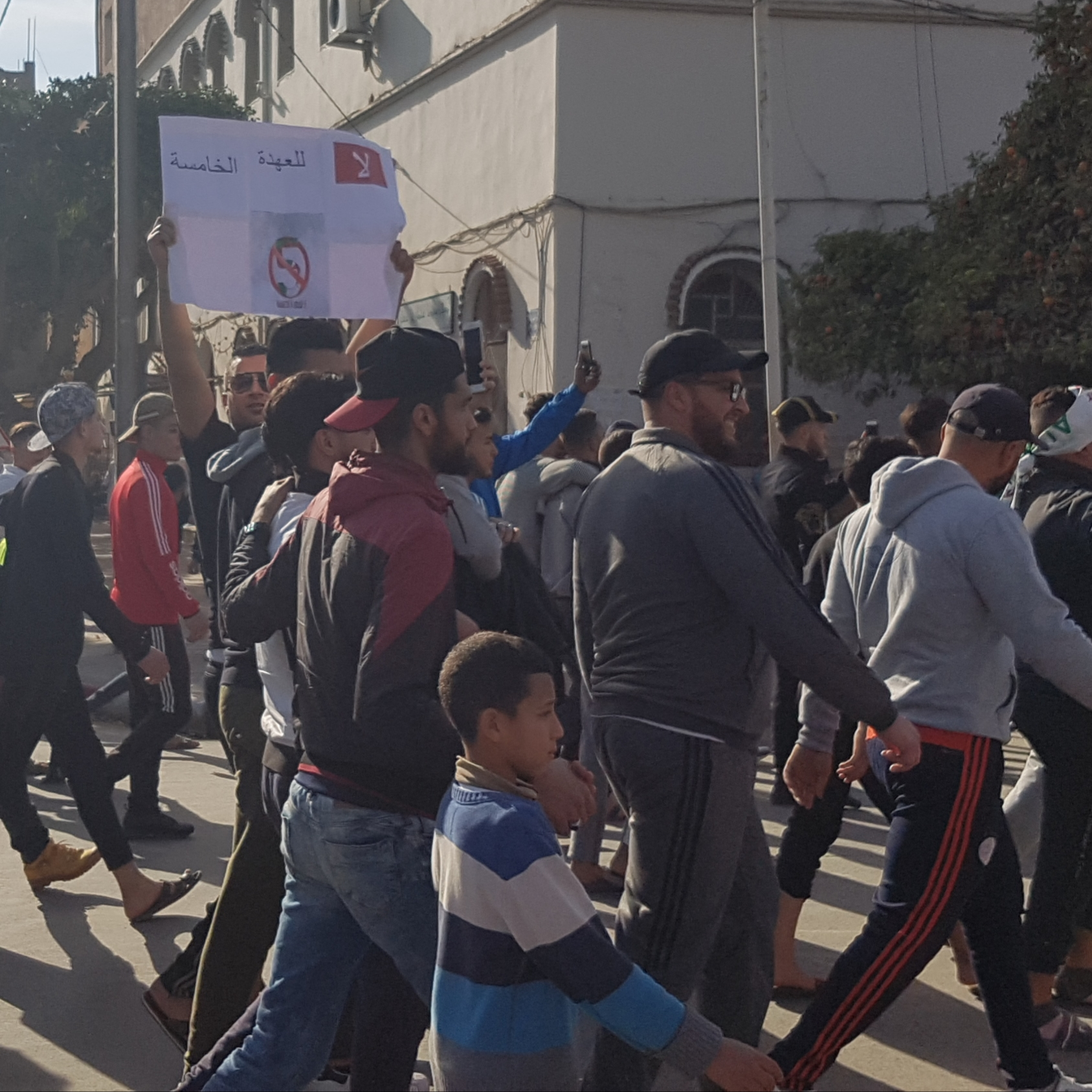
المتظاهرون في المحمدية .
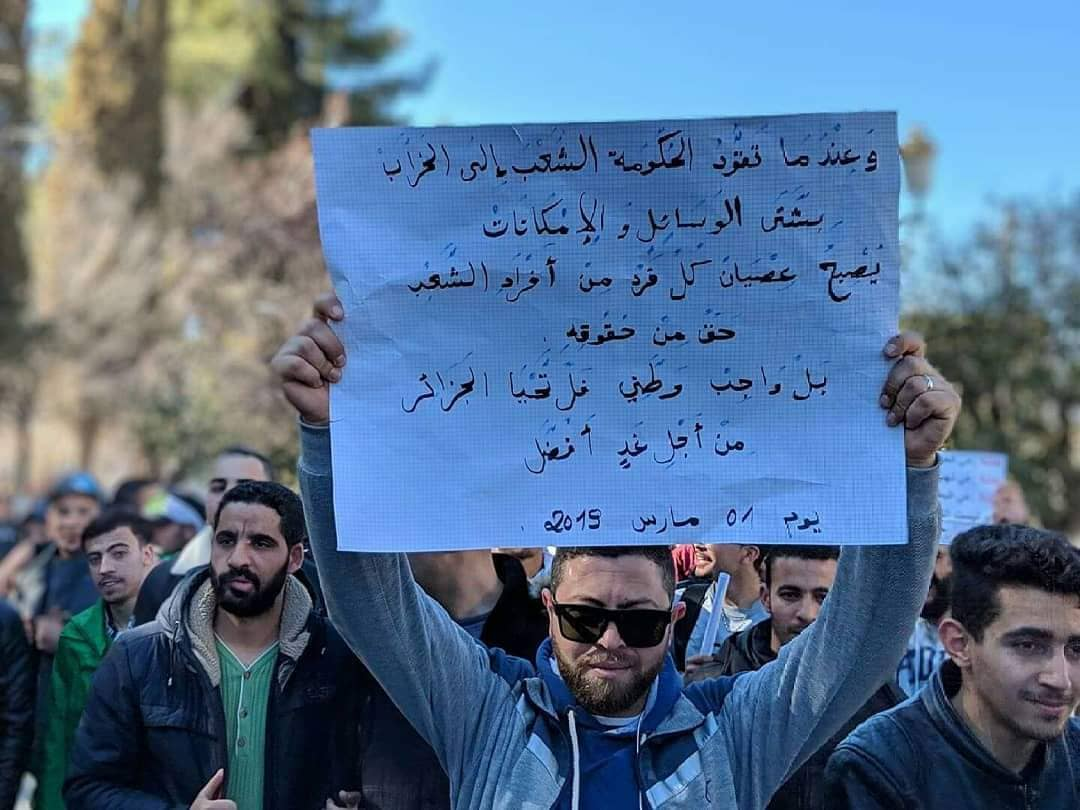
المتظاهرون في باتنة .

### الأسبوع الثالث 8 مارس
تزامنت احتجاجات الأسبوع الثالث معَ اليوم العالمي للمرأة (8 آذار/مارس) وشهدت حضوراً مكثفاً من قِبل عشرات الآلاف من المتظاهرين الذين ملأوا الشوارع عن آخرها في وسط العاصمة الجزائرية وفي مدنٍ أخرى وذلك لمواصلة الضغط على الحِزب الحاكم من أجلِ الانسحاب. اعتُبرت هذه الاحتجاجات الأكبر منذ 28 عاماً وبرغم أنّها كانت سلمية إلا أن الشرطة استخدمت الغاز المسيل للدموع لمنع المحتجين من الوصول إلى القصر الرئاسي. في المُقابل؛ قالَ التلفزيون الجزائري إنّ قوات الأمن اعتقلت 195 شخصا فيما أُصيبَ 112 شرطيّاً إصابات طفيفة جرّاء التدافع. وفي محاولة للحد من زخم الاحتجاجات؛ قررت السلطات تقديم موعد عطلة الربيع عشرة أيام لتبدأ الأحد كما مددتها لعشرة أيام إضافية على أن تنتهيَ في الرابع من أبريل/نيسان المُقبل.
حملت المظاهرات هذه المرّة اسمَ «جمعة الكرامة» فيما أطلقَ عليها آخرونَ «جمعة المرأة الجزائرية» وذلكَ تكريماً لنضالها منذ الاستعمار حتى الآن. في السياق ذاته؛ حمل نشطاء جزائريون الورود وأهدوها للنساء والفتيات اللواتي سجّلنَ حضوراً قويّاً وكنّ من مختلف الفئات العمرية في الصفوف الأولى مرتدياتٍ الحايك وهو اللباس التقليدي الجزائري والذي اشتهرنَ بارتدائه إبّان الثورة الجزائرية ضد الاستعمار.

### الأسبوع الرابع 15 مارس
أُطلقَ على الأسبوع الرابع من الاحتجاجات الجزائريّة التي تحوّلت من مطالبة بوتفليقة عن العدول عن ترشحه لولاية رئاسية خامسة إلى عدم تمديدهِ للولاية الرابعة اسمَ «جمعة الفصل»
وقد خرجَ مئات الآلاف في مظاهرات شعبيّة في قلب العاصمة الجزائرية وفاقت المليون في باقي مدن وقرى الجزائر.
تُعدّ هذه الاحتجاجات أول رد فعلٍ شعبي على قرار الرئيس بتأجيل موعد الانتخابات التي كان من المزمع إجراؤها في 18 أبريل/نيسان. حسب بعض المصادر فإنّ هذه الاحتجاجات كانت الأضخم من نوعها وحضرها محتجونَ من جميع الأعمار في شوارع العاصمة وخارجها.

### الأسبوع الخامس 22 مارس
تميزت الجمعة الخامسة بإصرار المتظاهرين على الخروج في جو متلبد وتساقط الأمطار في كامل مناطق الشمال الجزائري، حيث جددوا رفضهم للنظام القائم وطالبوا أيضا بتنحي كل رموزه.

### الأسبوع السادس 29 مارس

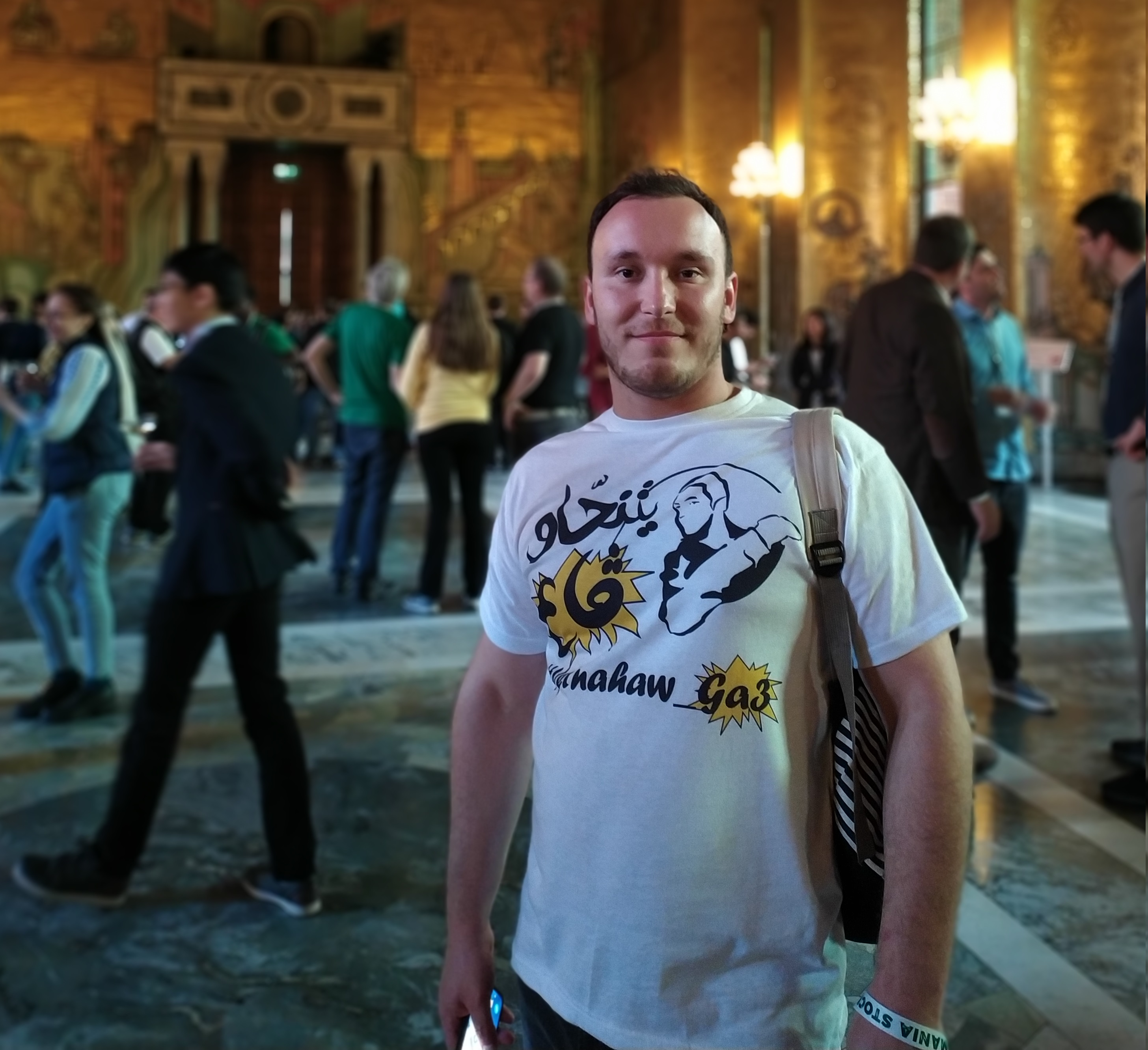
مواطن جزائري بشعار يتنحاو قاع

في جمعة «يتناحاو قاع» شعار الجمعة السادسة، طالب القايد صالح بتطبيق مواد الدستور 7 و8 مع المادة 102 من الدستور، حيث تنص المادة 102 أنه «إذا استحال على رئيس الجمهوريّة أن يمارس مهامه بسبب مرض خطير ومزمن، يجتمع المجلس الدّستوريّ وجوبا، وبعد أن يتثبّت من حقيقة هذا المانع بكلّ الوسائل الملائمة، يقترح بالإجماع على البرلمان التّصريح بثبوت المانع.»، أما المادة 7 من الدستور «الشعب مصدر كل سلطة» والمادة 8 «السّلطة التّأسيسيّة ملك للشّعب».
- في 02 أبريل استقال الرئيس عبد العزيز بوتفليقة متخليا نهائيا عن الحكم [20]
- 03 أبريل في رسالة غير عادية وجه الرئيس المستقيل رسالة يطلب فيها العفو من الشعب الجزائري [21]

### الأسبوع السابع 5 أبريل
- 9 أبريل 2019 أعلن البرلمان الجزائري بغرفتيه عبد القادر بن صالح رئيسا للدولة لمدة 90 يوما وفقا للمادة 102 من الدستور الجزائري، بعد أن أعلن رسميا الشغور النهائي لمنصب رئيس الجمهورية إثر استقالة عبد العزيز بوتفليقة.

### الأسبوع الثامن 12 أفريل
دعا الشعب في الجمعة الثامنة على التوالي إلى اعتماد حل سياسي بديل يخلص الجزائريين من شبح “الباءات الثلاثة” الذين ما زالوا يديرون مؤسسات البلاد.كما رفض المتظاهرين إجراء الانتخابات الرئاسية التي دعا إليها رئيس الدولة عبد القادر بن صالح في الرابع من جويلية 
في 16 أبريل، قدم الطيب بلعيز - أحد الباءات الثلاث المطالبة بالرحيل - استقالته من منصب رئيس المجلس الدستوري.

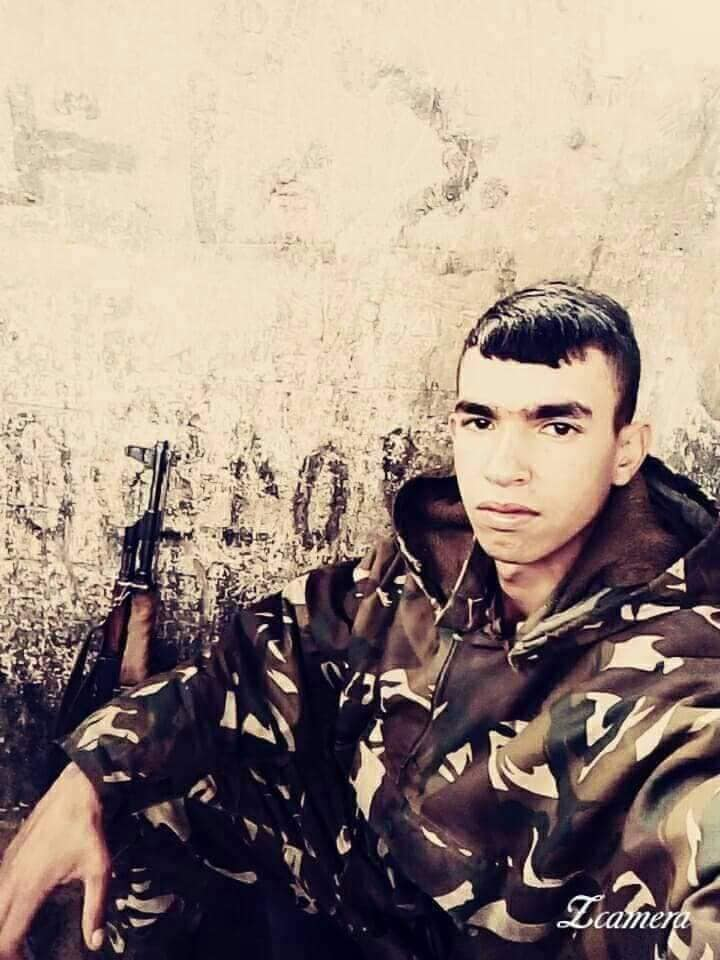
رمزي يطو أثناء تأدية الخدمة العسكرية

و وفاة شاب رمزي يطو بتاريخ 2019/04/19، البالغ من العمر 18 سنة، متأثرا بجروحه البليغة على مستوى الرأس بعد مكوثه أسبوع بمصلحة الإنعاش بمستشفى مصطفى باشا بالجزائر العاصمة بعد تعرضه إلى الضرب خلال مسيرة جمعة 12 أفريل من طرف مجهولين 

### الأسبوع التاسع 19 أبريل
من الأحداث المهمة التي حدثت خلال هذا الاسبوع اعتقالات كبيرة في أوساط رجالات الأعمال من أبرزهم يسعد ربراب ورضا كونيناف وإخوته.

### الأسبوع الحادي عشر 03 ماي
04 ماي 2019 في أي بعد شهر من استقالة الرئيس، اُعتقل الجنرالين السابقين في المخابرات بشير طرطاق ومحمد مدين بالإضافة إلى سعيد بوتفليقة أخ الرئيس المستقيل. وحُكمو بتهمة التآمر ضد الدولة، واحتجزو مؤقتًا في سجن البليدة العسكري في انتظار محاكمتهم.
09 ماي 2019 أستدعيت لويزة حنون رئيسة حزب العمال الجزائري لمحكمة البليدة واُحتجزت مؤقتا في نفس قضية السعيد بوتفليقة إعتبرها أنصارها منعرج خطير في الحراك الجزائري

### الأسبوع الرابع عشر 24 ماي
و فاة كمال الدين فخار بعد إضرابه عن الطعام إثر اعتقاله في 31 مارس بعد أحداث عنف في مدينة غرداية

### الأسبوع السادس عشر 7 جوان
إتسمت بتصاعد الاعتقالات المؤقتة وطالت رجال أعمال ولأول مرة في تاريخ الجزائر وزراء دولة
- في 10 جوان أعتقل محي الدين طحكوت مع أكثر من 50 مسؤول في وزارة التعليم العالي[28]
- توقيف مراد عولمي مدير شركة سوفاك المسوقة لعلامة فولس فاكن في الجزائر[29]
- اعتقال أحمد أويحيى، عبد المالك سلال رؤساء وزارة سابقين كما وضع عبد الغني زعلان تحت الرقابة[30][31][32]
- اعتقال اللواء والمترشح للانتخابات الجزائرية الأخيرة علي غديري بتهمة تزوير الاستمارات[33]
- اعتقال أبن ولد عباس وصهره وإطلاق مذكرة توقيف دولية لإبنه الوافي[34][35]

### الأسبوع الثامن والعشرين 30 أوت
بعد هذه الجمعة خرج القايد صالح وندد بمحاولات تقوم بالتشويش على الدخول المدرسي في 4 سبتمبر وطالب بإستدعاءالهيئة الانتخابية في 15 سبتمبر